# 王生洪
王生洪（1942年6月—），男，江苏南通人，中华人民共和国教育家、政治人物。中共十五大代表，第九、十届全国政协委员。

## 生平
1965年毕业于上海科学技术大学（今上海大学）工程力学系。历任上海科技大学常务副校长，上海大学校长，上海市高教局局长。1995年任上海市政协副主席。1998年12月至2009年1月任复旦大学校长。
2013年3月，获颁香港大学名誉社会科学博士。